# Distretto di Bruntál
Il distretto di Bruntál (in ceco okres Bruntál) è un distretto della Repubblica Ceca nella regione di Moravia-Slesia. Il capoluogo di distretto è la città di Bruntál.

## Geografia antropica
Il distretto conta 67 comuni:

### Città
- Andělská Hora
- Bruntál
- Břidličná
- Horní Benešov
- Janov
- Krnov
- Město Albrechtice
- Rýmařov
- Vrbno pod Pradědem

### Comuni mercato
- Il distretto non comprende comuni con status di comune mercato.

### Comuni
- Bílčice
- Bohušov
- Brantice
- Býkov-Láryšov
- Čaková
- Dětřichov nad Bystřicí
- Dívčí Hrad
- Dlouhá Stráň
- Dolní Moravice
- Dvorce
- Heřmanovice
- Hlinka
- Holčovice
- Horní Město
- Horní Životice
- Hošťálkovy
- Jindřichov
- Jiříkov
- Karlova Studánka
- Karlovice
- Krasov
- Křišťanovice
- Leskovec nad Moravicí
- Lichnov
- Liptaň
- Lomnice
- Ludvíkov
- Malá Morávka
- Malá Štáhle
- Mezina
- Milotice nad Opavou
- Moravskoslezský Kočov
- Nová Pláň
- Nové Heřminovy
- Oborná
- Osoblaha
- Petrovice
- Razová
- Roudno
- Rudná pod Pradědem
- Rusín
- Rýžoviště
- Slezské Pavlovice
- Slezské Rudoltice
- Stará Ves
- Staré Heřminovy
- Staré Město
- Světlá Hora
- Svobodné Heřmanice
- Široká Niva
- Třemešná
- Tvrdkov
- Úvalno
- Václavov u Bruntálu
- Valšov
- Velká Štáhle
- Vysoká
- Zátor